# النقل في القارة القطبية الجنوبية

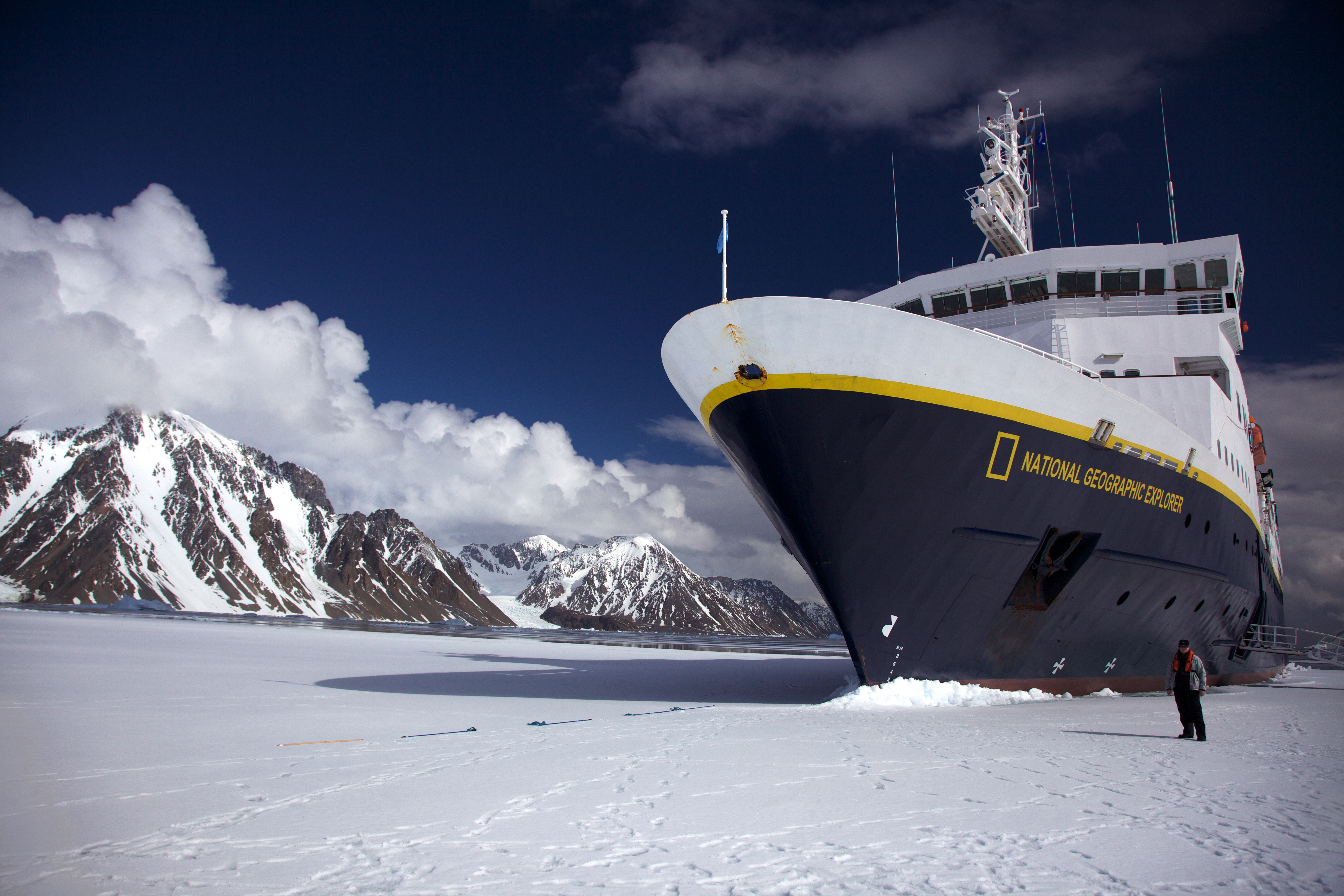
سفينة "مستكشف ناشيونال جيوغرافيك" عالقة في الجليد قرب ساحل أنتاركتيكا.

بصفة عامة النقل في انتاركتيكا مقيد بشروط معاهدة أنتاركتيكا وبالحالة الجوية للمنطقة.

## الموانئ

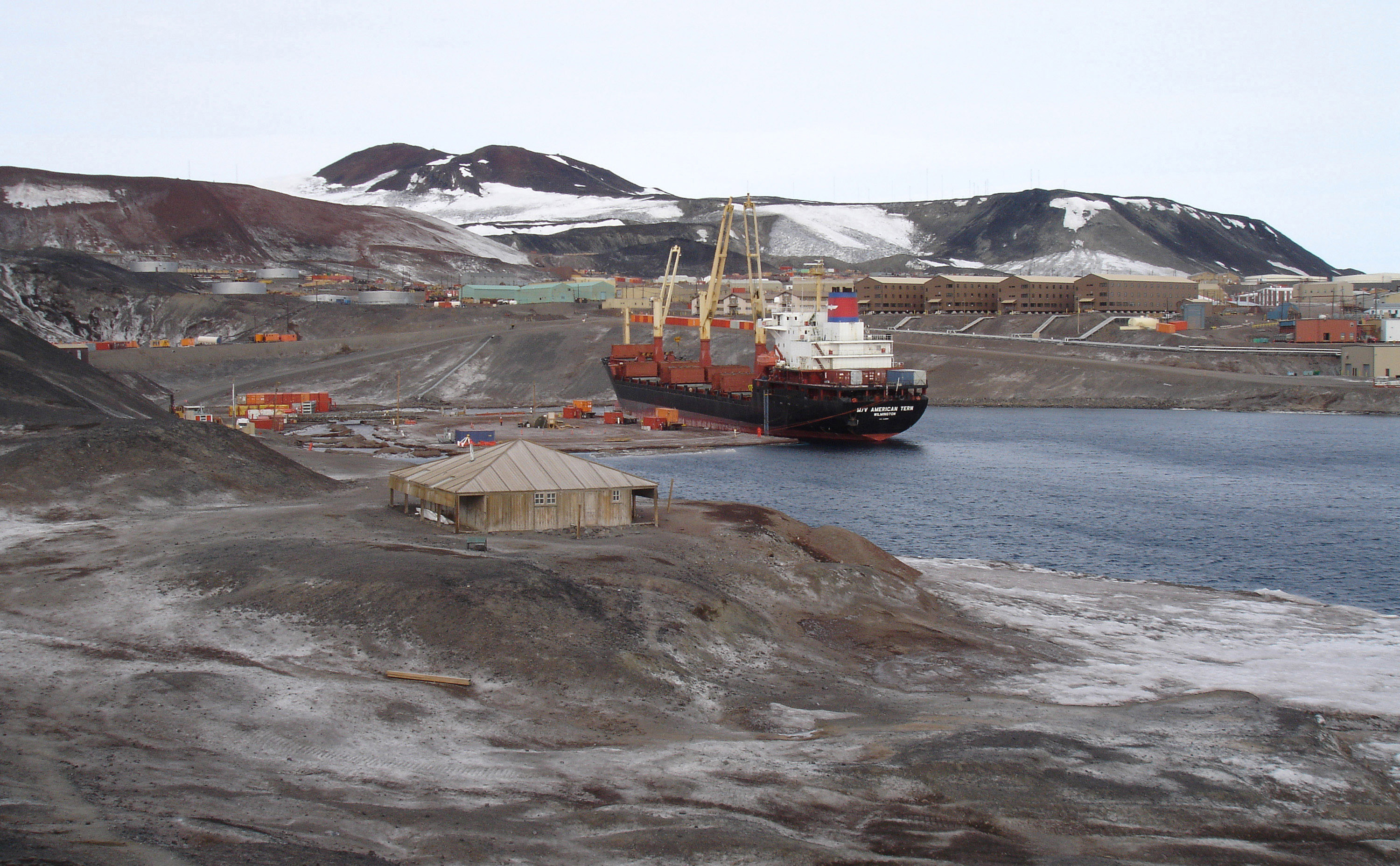
ميناء محطة ماك موردو

يوجد ميناء واحد في انتاركتيكا إذا صح التعبير. ويتواجد في محطة ماك موردو أهم محطة من ناحية السكان في انتاركتيكا. والعديد من المحطات الأخرى تمتلك منصات في البحر تستقبل فيها التموين.

## المطارات
لا يوجد مطار حقيقي في انتاركتيكا. لكن أغلب المحطات تتوفر على مسارات هبوط والقليل فيها يعمل بصفة دائمة. هناك ما لا يقل عن 20 شبه مطار على القارة. بناء واستعمال المطارات منصوص بمعاهدة انتاركتيكا.

## الطرق

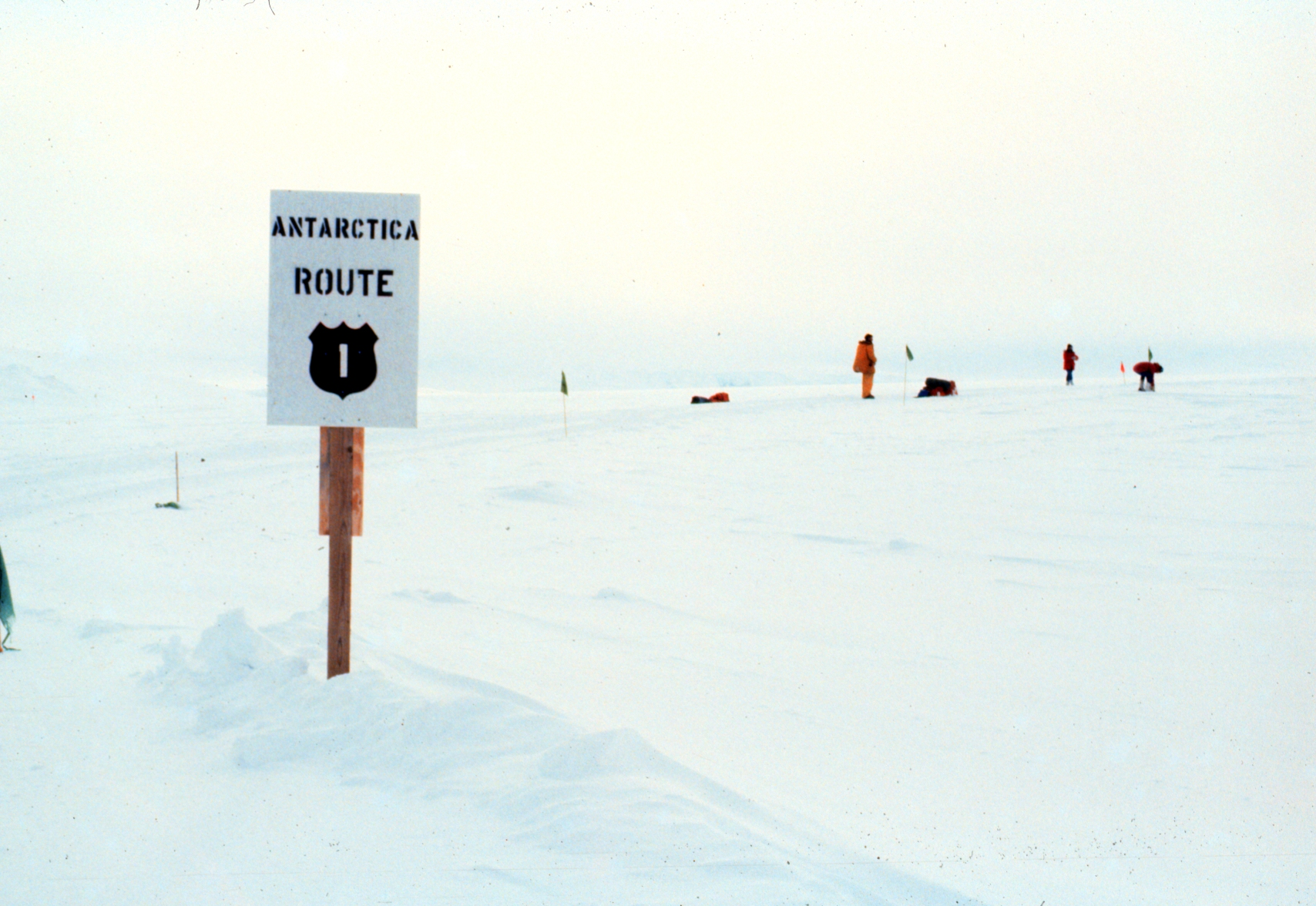
علامة مرور في انتاركتيكا

على عكس ما يعتقده الناس فان هناك طريقا في انتاركتيكا. هذا الطريق يربط بين محطة ماك موردو الأمريكية وقاعدة سكوت النيوزيلندية ويمتلك علامات مرور. هذا الطريق الواقع في خط العرض 78 جنوبا والطريق الأكثر جنوبا في العالم. الطريق قصيرلانه لا يبلغ الا 3 كلم. طريق سيار ب 1600 كلم في الطول هو في طور الإنشاء وسوف يربط محطة ماك موردو بامودسن سكوت.
هناك طرق تربط القواعد العلمية لكنها تقع في الجزر القريبة.